# Elektrizitätswerk Grünscheid

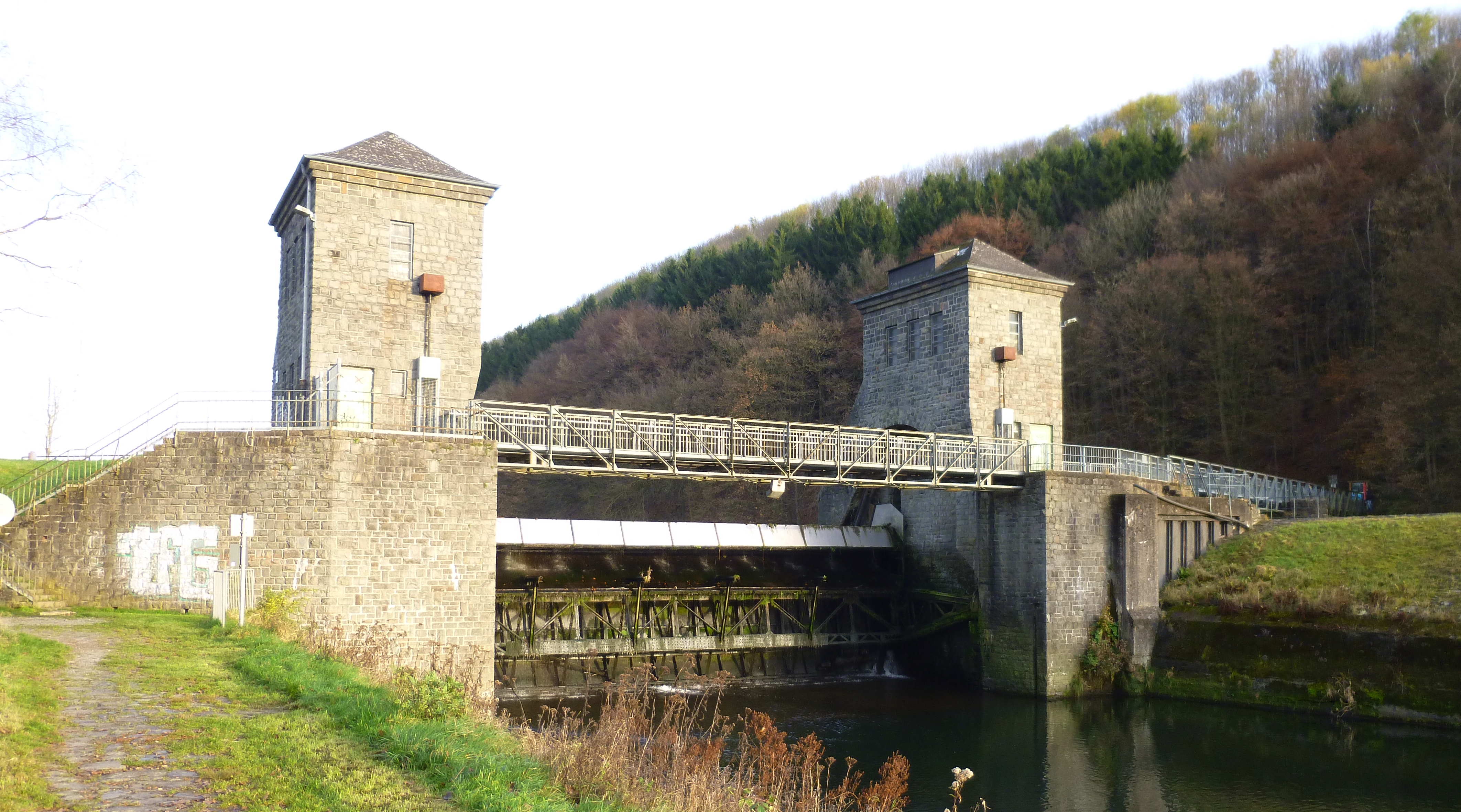
Stauwehr

Das Elektrizitätswerk Grünscheid ist ein Wasserkraftwerk in Engelskirchen-Grünscheid. Die Anlagen stehen unter Denkmalschutz.

## Lage und Beschreibung
Die Anlagen umfassen ein Wasserkraftwerk sowie ein Wehr. Sie befinden sich in Ohl und stauen die Agger, beginnend ab Haus Alsbach flussabwärts, zu einem ungefähr 1,6 Kilometer langen Stausee. Das Stauvolumen beträgt 320.000 m³. Die Fallhöhe des Wassers ist 6,55 Meter. Das durchschnittliche Regelarbeitsvermögen der zwei Maschinen beträgt 2174 Megawattstunden im Jahr.:205

## Geschichte
Um den Bau des Kraftswerks bemühten sich sowohl der Kreis Gummersbach als auch die Gemeinde Engelskirchen und die Baumwollspinnerei Ermen & Engels. Gummersbach hatte mit Schreiben vom 24. August 1923 eine Genehmigung zur Nutzung der Wasserkraft beantragt, Engelskirchen und die Firma Ermen & Engels stellten im Februar 1924 ebenfalls eigene Anträge, die vom Bezirksausschuss zu Köln am 2. September 1924 zurückgewiesen wurden. Der Bezirksausschuss bevorzugte den Kreis Gummersbach, da dieser als Inhaber des Kreis-Elektrizitätswerks Dieringhausen über ausreichend Erfahrungen mit Bau und Betrieb eines Wasserkraftwerks verfüge und zudem das Projekt finanzieren könne. Nachdem das Elektrizitätswerk in Dieringhausen Sonderkontingente an Strom zugeteilt hatte, nahm die Gemeinde Engelskirchen Widersprüche gegen das Bauvorhaben und eigene Pläne für den Bau eines Kraftwerks aggerabwärts in Ehreshoven zurück.
Für den Bau der Anlage wurden drei Morgen Wiesengelände im Ortsteil Steeg und 25 Morgen Waldfläche im Staugebiet erworben. Zudem wurde der Ortsteil Schiffarth gekauft. Die Gesamtkosten betrugen 900.000 Reichsmark.:200–205
Der Bau wurde am 20. Januar 1927 begonnen und von zahlreichen Arbeitslosen aus den Bürgermeistereien Engelskirchen und Ründeroth sowie dem Umkreis durchgeführt. Da der errichtete Damm im Zug der Erdarbeiten wasserdurchlässig war, wurde er verstärkt und auf ganzer Länge mit einer betonierten Steinschicht versehen. Im Rahmen der Bauarbeiten wurde der Verlauf des Alsbachs verlegt. Die ursprünglich für November 1927 geplante Fertigstellung der Bauwerke verzögerte sich aufgrund der Witterungsbedingungen und mangelnden Arbeitskräften. Der Bau wurde im August 1928 fertiggestellt.
Nach der Inbetriebnahme 1929 durch das Kreiselektrizitätswerk Dieringhausen wurden die Anlagen 1935 von RWE übernommen. 2006 wurden die Anlagen an einen privaten Betreiber verkauft, der den erzeugten Strom an die AggerEnergie verkauft.:205